# Сен-Жермен-сюр-Ренон
Сен-Жерме́н-сюр-Рено́н (фр. Saint-Germain-sur-Renon) — коммуна во Франции, находится в регионе Рона — Альпы. Департамент — Эн. Входит в состав кантона Виллар-ле-Домб. Округ коммуны — Бурк-ан-Брес.
Код INSEE коммуны — 01359.

## География
Коммуна расположена приблизительно в 370 км к юго-востоку от Парижа, в 40 км северо-восточнее Лиона, в 20 км к юго-западу от Бурк-ан-Бреса.
По территории коммуны протекает река Ренон.

## Население
Население коммуны на 2010 год составляло 236 человек.
| 1962 | 1968 | 1975 | 1982 | 1990 | 1999 | 2010 |
| ---- | ---- | ---- | ---- | ---- | ---- | ---- |
| 190  | 177  | 148  | 152  | 190  | 217  | 236  |

## Администрация
| Период | Период | Фамилия           | Партия | Примечания |
| ------ | ------ | ----------------- | ------ | ---------- |
| 1995   | 2008   | Шанталь Дессертин |        |            |
| 2008   | 2014   | Кристоф Монье     |        |            |

## Экономика
В 2010 году среди 170 человек трудоспособного возраста (15—64 лет) 132 были экономически активными, 38 — неактивными (показатель активности — 77,6 %, в 1999 году было 76,8 %). Из 132 активных жителей работали 127 человек (72 мужчины и 55 женщин), безработных было 5 (3 мужчин и 2 женщины). Среди 38 неактивных 10 человек были учениками или студентами, 19 — пенсионерами, 9 были неактивными по другим причинам.

## Достопримечательности
- Церковь Св. Германа (XII век). Исторический памятник с 1945 года.[3]

## Фотогалерея

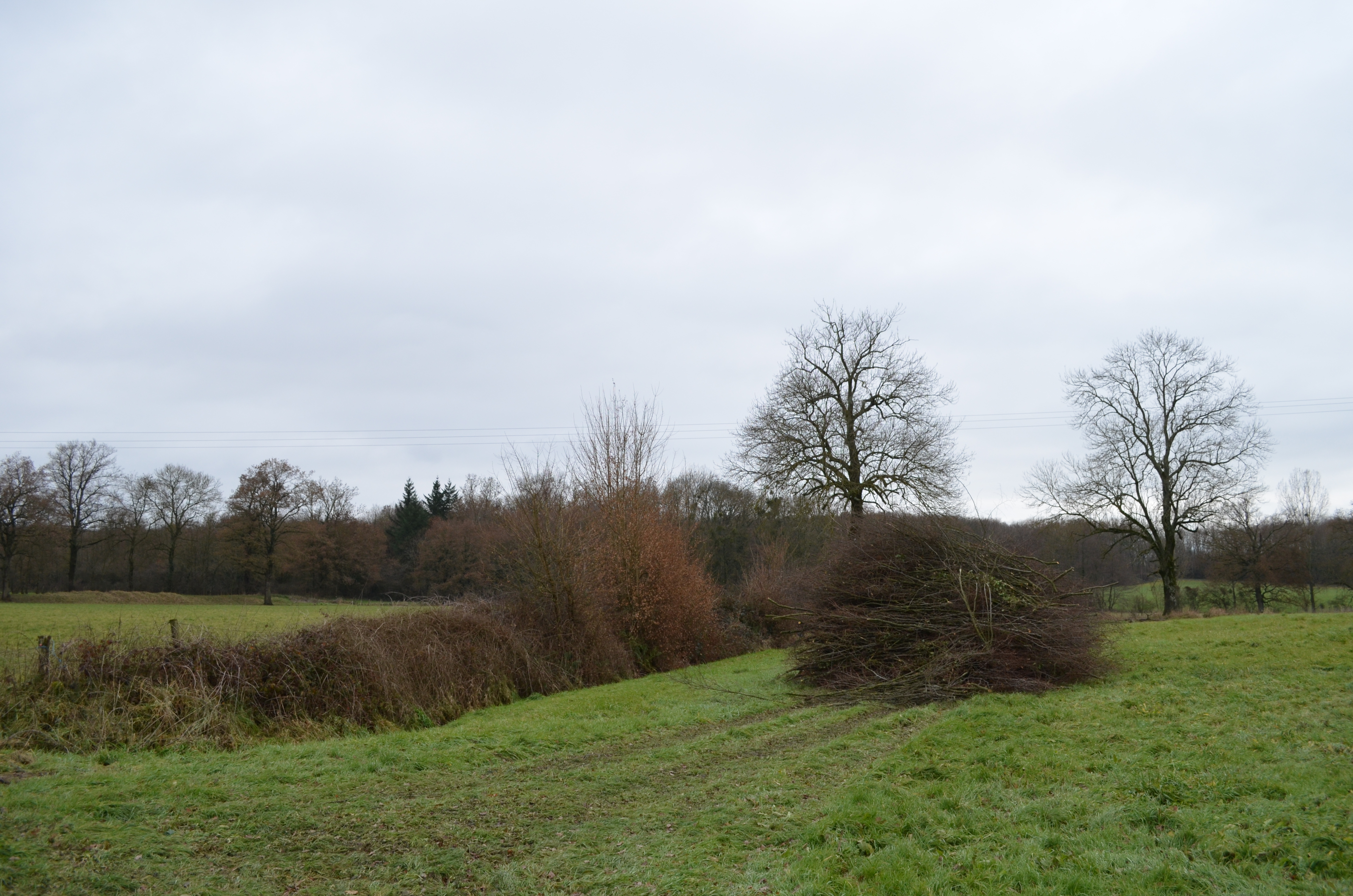
Сен-Жермен-сюр-Ренон
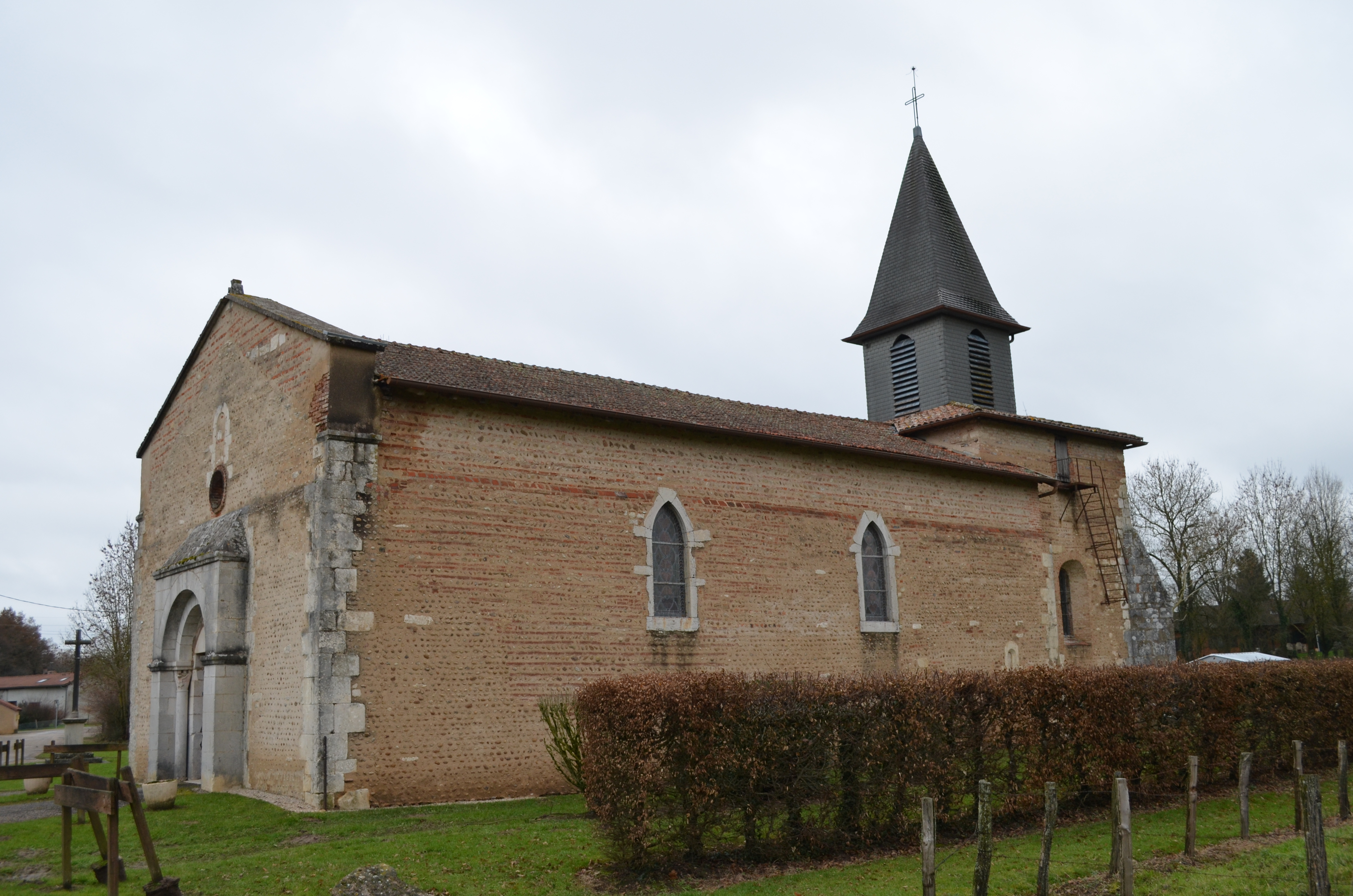
Церковь Св. Германа
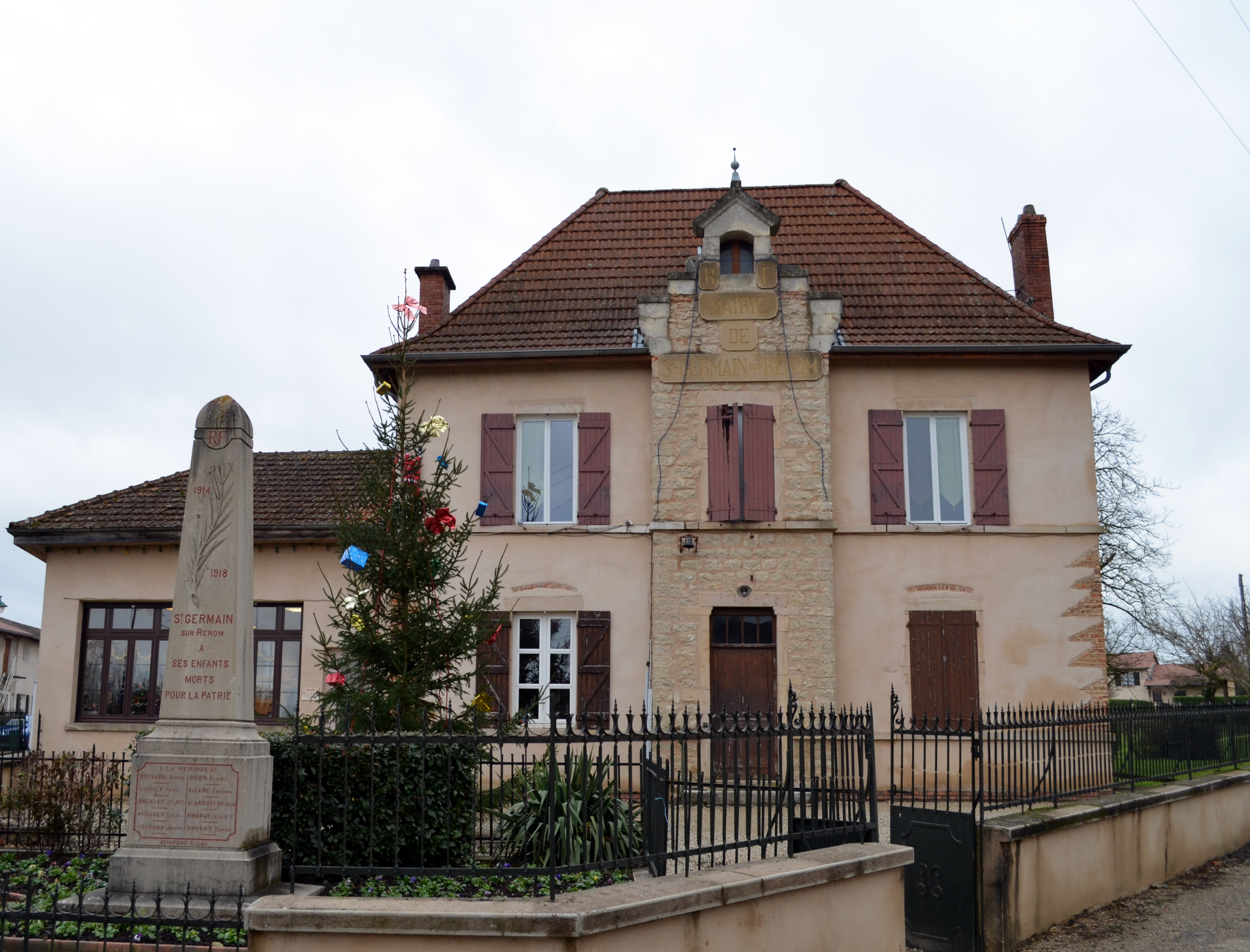
Мэрия и военный мемориал
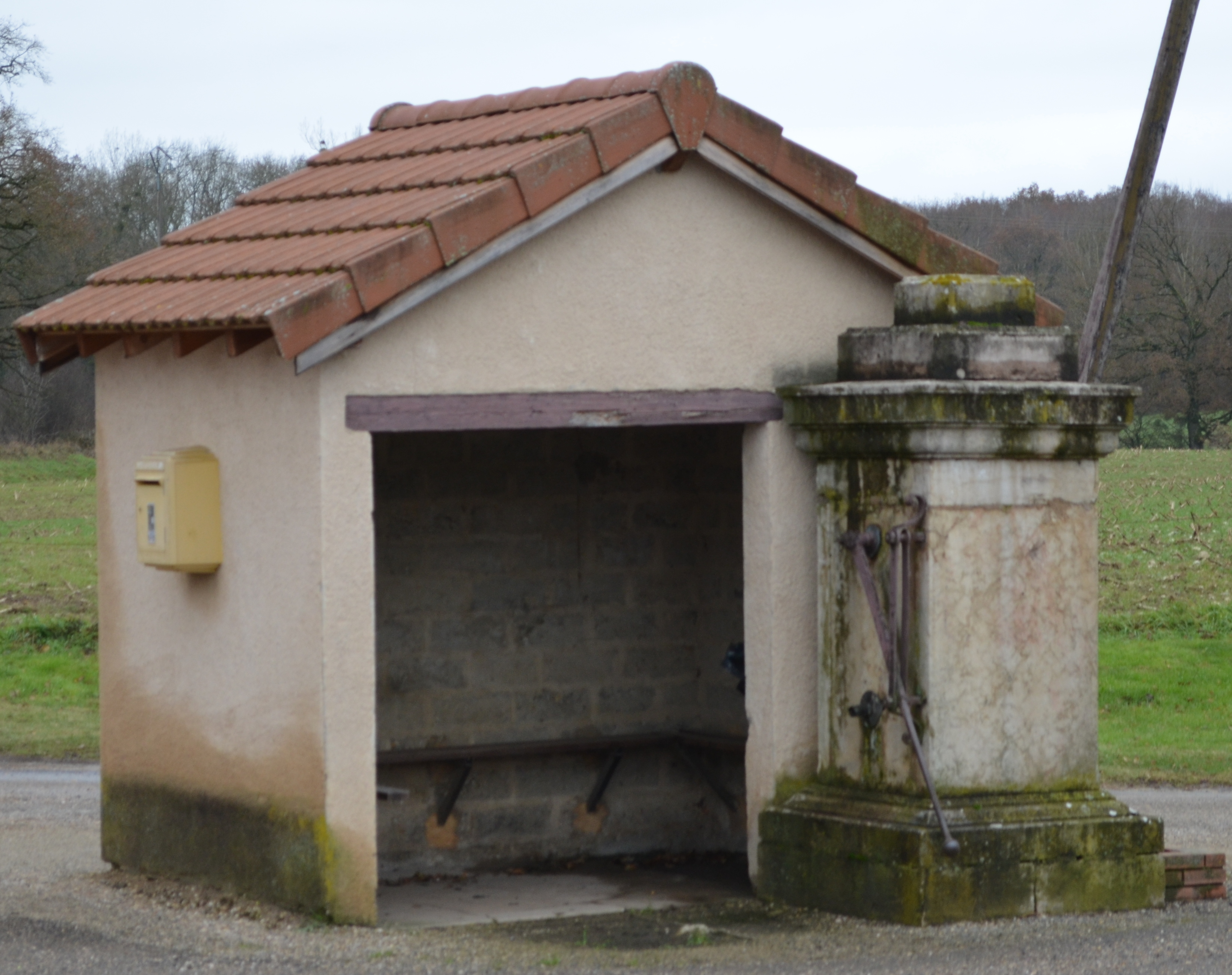